# مركز تكوين أفراد القوات المساعدة
مركز تكوين أفراد القوات المساعدة يعرف اختصارا ب CFPFA مركز تابع لإدارة القوات المساعدة يتواجد بكل من مدينة أولوز والمجاعرة يسهران هذان المركزين على تأمين التكوين الاساسي لفائدة التلاميذ المخازنية 
تتولى مراكز تكوين أفراد القوات المساعدة  تأمين التكوين الأساسي للتلاميذ المخازنية والسهر على تدريبهم وتكوينهم لأداء المهام المكلفين بها لمدة 6 أشهر على الاقل وتتولى كدلك تكوين  سلك المساعدين ومدتها تسعة أشهر التي تهم المقدمين الرؤساء  الذين تتوفر فيهم شروط الترقية لرتبة مساعد من الدرجة الثانية
ويعين المخزني من بين التلاميذ المخازنية الذين نجحو في امتحانات التخرج من مراكز تكوين أفراد القوات المساعدة 

## التكوين
بعد القبول المبدئي وإجراء كافة الفحوصات، لا يتم القبول النهائي بالمركز إلا بعد 3 أشهر من التداريب، وتستغرق مدة تكوين التلاميذ المخازنية 8 أشهر على الاقل ويشتمل تكوينهم على:
•التكوين العام العسكري
•التكوين القانوني  : ويتضمن هذا المحور موادا تعني الحريات العامة وحقوق الإنسان والشرطة الإدارية والقانون الدستوري.
•التكوين المهني  : هو محور أساسي يضم مادة المحافظة على النظام والأمن ومادة محاربة الهجرة السرية إضافة إلى مواد التكوين العسكري…..
•التربية البدنية العسكرية والرياضة : يضم مختلف مواد التربية البدنية ومواد تتعلق بفنون الحرب.
•وعند استكمال مرحلة التكوين يتم استدعاء التلاميذ المتخصصين  لإستكمال تكوينهم في مجموعة من التخصصات، منها: الاتصالات السلكية واللاسلكية والميكانيك العام والمحاسبة والخيالة والموسيقى العسكرية